# Helena Vondráčková

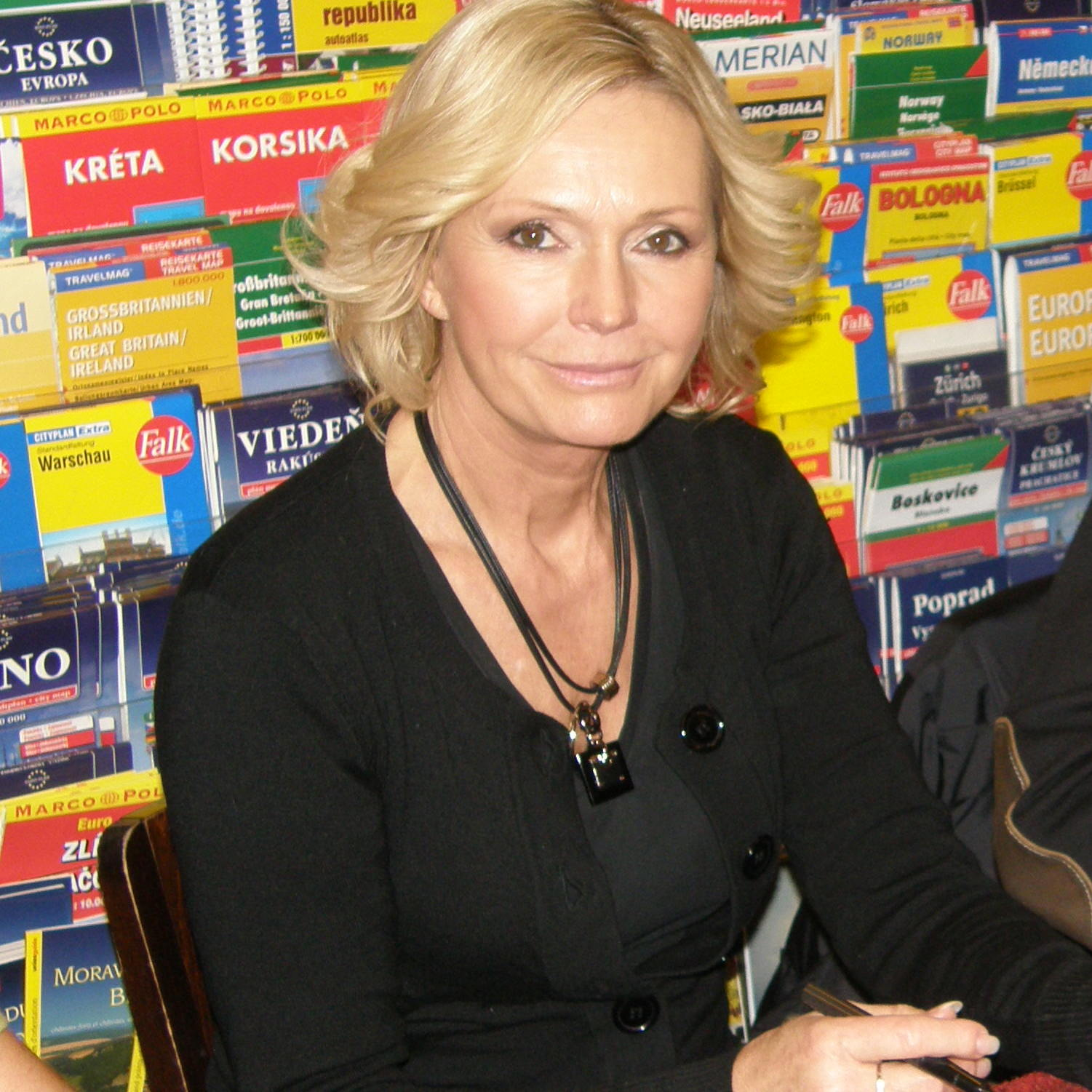
Helena Vondráčková, 2008

Helena Vondráčková (* 24. Juni 1947 in Prag) ist eine tschechische Sängerin, Schauspielerin und Musicaldarstellerin. Erste Erfolge hatte sie mit dem Gesangstrio Golden Kids. Im deutschsprachigen Raum wurde sie vor allem mit den Titeln Unter der Asche meiner Liebe ist noch Glut und Ich bin verliebt bekannt. Als Schauspielerin trat sie u. a. in der Titelrolle in dem Märchenfilm Die wahnsinnig traurige Prinzessin (Šíleně smutná princezna) und in Musicals wie Les Misérables und Mamma Mia! in Erscheinung.

## Privatleben

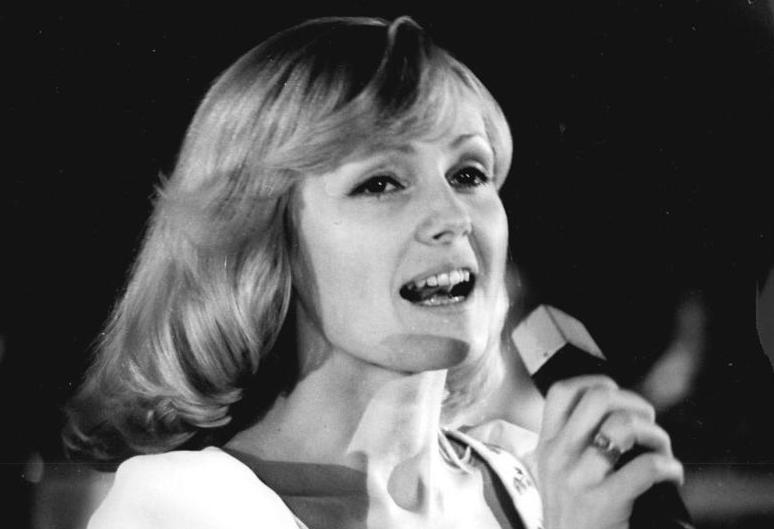
Helena Vondráčková, 1976

Helena Vondráčková war ab 1969 vier Jahre lang mit dem Komponisten und Texter Zdeněk Rytíř zusammen. Im April 1983 heiratete sie den Bassisten Helmut Sickel der ostdeutschen Disco- und Popband Kreis, den sie 1977 beim Sopot International Song Festival kennenlernte. Die Ehe wurde im November 2001 geschieden. Seit Februar 2003 ist Vondráčková in zweiter Ehe mit dem Manager Martin Michal verheiratet.
1997 erschien im Ullstein Verlag ihre Autobiografie Unter der Asche meiner Liebe ist noch Glut. Erinnerungen.
Ihr jüngerer Bruder Jiří Vondráček (* 1951) ist Komponist, Musiker, Schauspieler (Pan Tau) und Regisseur. Seit den 1990er Jahren ist auch ihre Nichte Lucie Vondráčková als Sängerin und Schauspielerin erfolgreich.

## Karriere

### Frühe Jahre und Durchbruch

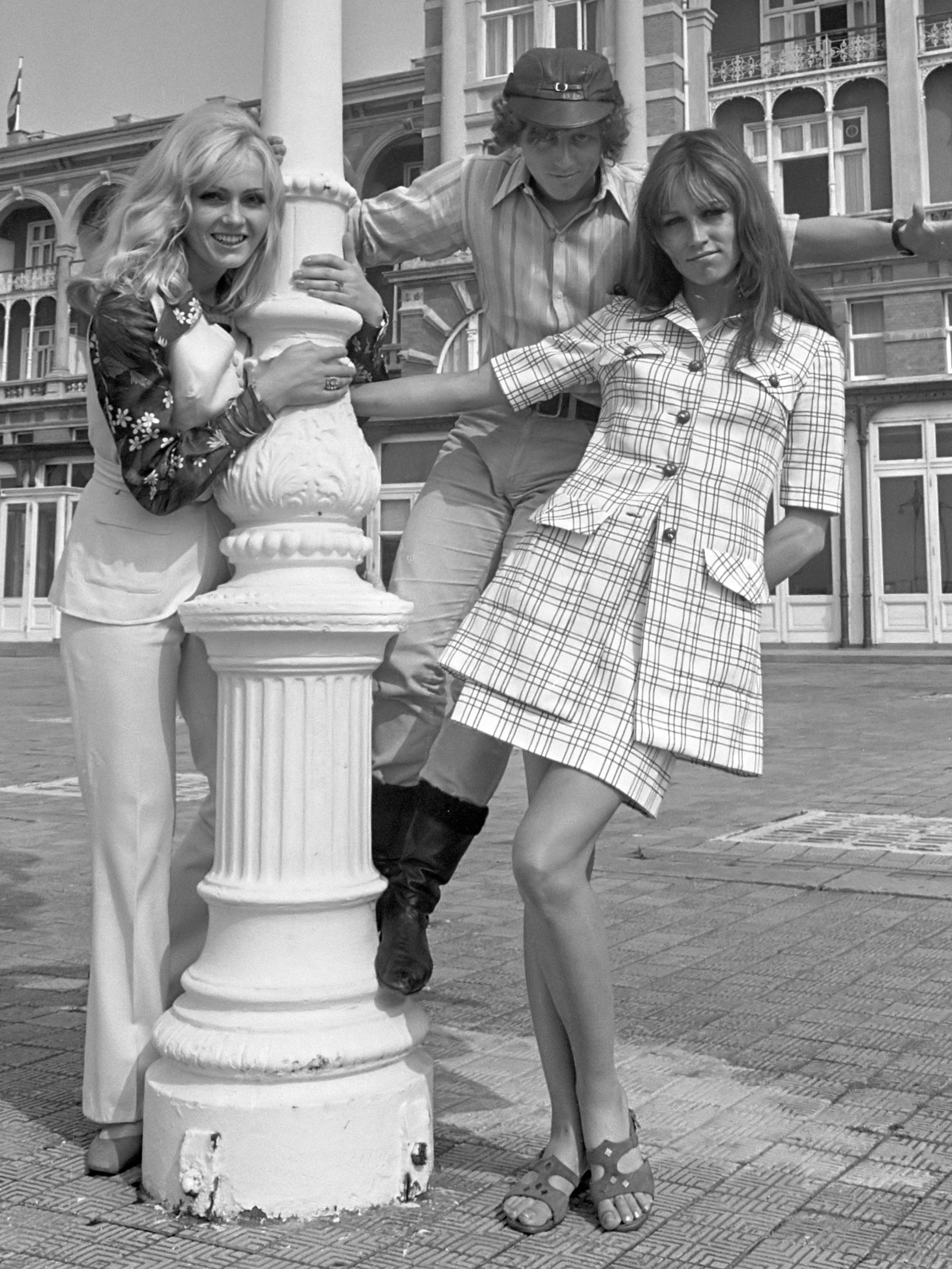
Helena Vondráčková mit den Golden Kids, 1969

Helena Vondráčková wurde im Juni 1947 in Prag geboren und verbrachte ihre Kindheit in der Kleinstadt Slatiňany. Sie nahm bereits in frühen Jahren Klavierunterricht. 1964 gewann sie bei einem nationalen tschechischen Talentwettbewerb und nahm im selben Jahr eine Interpretation der amerikanischen Folk-Ballade Red River Valley auf. Im Sommer 1966 begann ihre Karriere beim Unterhaltungsmusikfestival Bratislavská lýra als Duo mit Marta Kubišová. Ihr dort gemeinsam vorgestellter Beitrag Oh, Baby, Baby wurde mit dem zweiten Platz der Silbernen Bratislava-Lyra ausgezeichnet. Im November 1967 trat sie beim Internationalen Musikfestival von Rio de Janeiro als Solistin auf, wo ihr Beitrag Vzdálený hlas den Golden Rooster Award erhielt. Im Juni 1968 kehrte Vondráčková zur Bratislavská lýra zurück; diesmal sang sie im Duett mit Waldemar Matuška den Titel To se nikdo nedoví. Ebenfalls 1968 gründete sie mit Marta Kubišová und Václav Neckář das Gesangstrio Golden Kids, das sich 1970 auflöste. Im selben Jahr gab sie neben Neckář auch ihr Schauspieldebüt in der Titelrolle des Märchenfilms Die wahnsinnig traurige Prinzessin (Šíleně smutná princezna). 1969 erschien Vondráčkovás Debütalbum Růže kvetou dál; eine Zusammenstellung ihrer Singles, die ab 1964 veröffentlicht wurden.
1975 sang sie mit Je krásné lásku dát erstmals mit Karel Gott im Duett, es folgten zahlreiche gemeinsame Auftritte wie 1984 Dingi lingi ding dong. Beim Sopot International Song Festival 1977 trug Vondráčková den Titel Malovaný džbánku vor und steuerte für Václav Vorlíčeks Wie man Dornröschen wachküßt (Jak se budí princezny) den Titel Na sedmém lánu bei. Ebenfalls 1977 schrieb der Texter Hans-Georg Moslener ihr den Titel Unter der Asche meiner Liebe ist noch Glut, mit welchem sie in zahlreichen Fernsehsendungen auftrat. In den darauffolgenden zwei Jahren erschienen zwei LPs mit dem Titel, die erste LP kam bei Telefunken heraus; Unter der Asche meiner Liebe ist noch Glut II erschien 1979 beim Plattenlabel Amiga. Nach diesem Erfolg arbeitete er wiederholt mit ihr zusammen und schrieb ihr u. a. die Lieder Er stiehlt wie ein Rabe, Ich bin verliebt, Hallo Nachbarn und Nicht nur Männer trinken Whisky. 1978 nahm sie mit dem ebenfalls von Moslener geschriebenen Titel Männer wie du am deutschen Vorentscheid des Eurovision Song Contest 1978 teil und belegte den 12. Platz. 1981 trat sie in der DFF-Reportage Abends im Rampenlicht neben Lili Ivanova, Rolf Herricht und Dorit Gäbler auf. Nachdem sie bereits mehrere Male als Gast auftrat, moderierte sie 1983 im Palast der Republik in Berlin die 63. Ausgabe der Samstagabendshow Ein Kessel Buntes.

### Späte Jahre

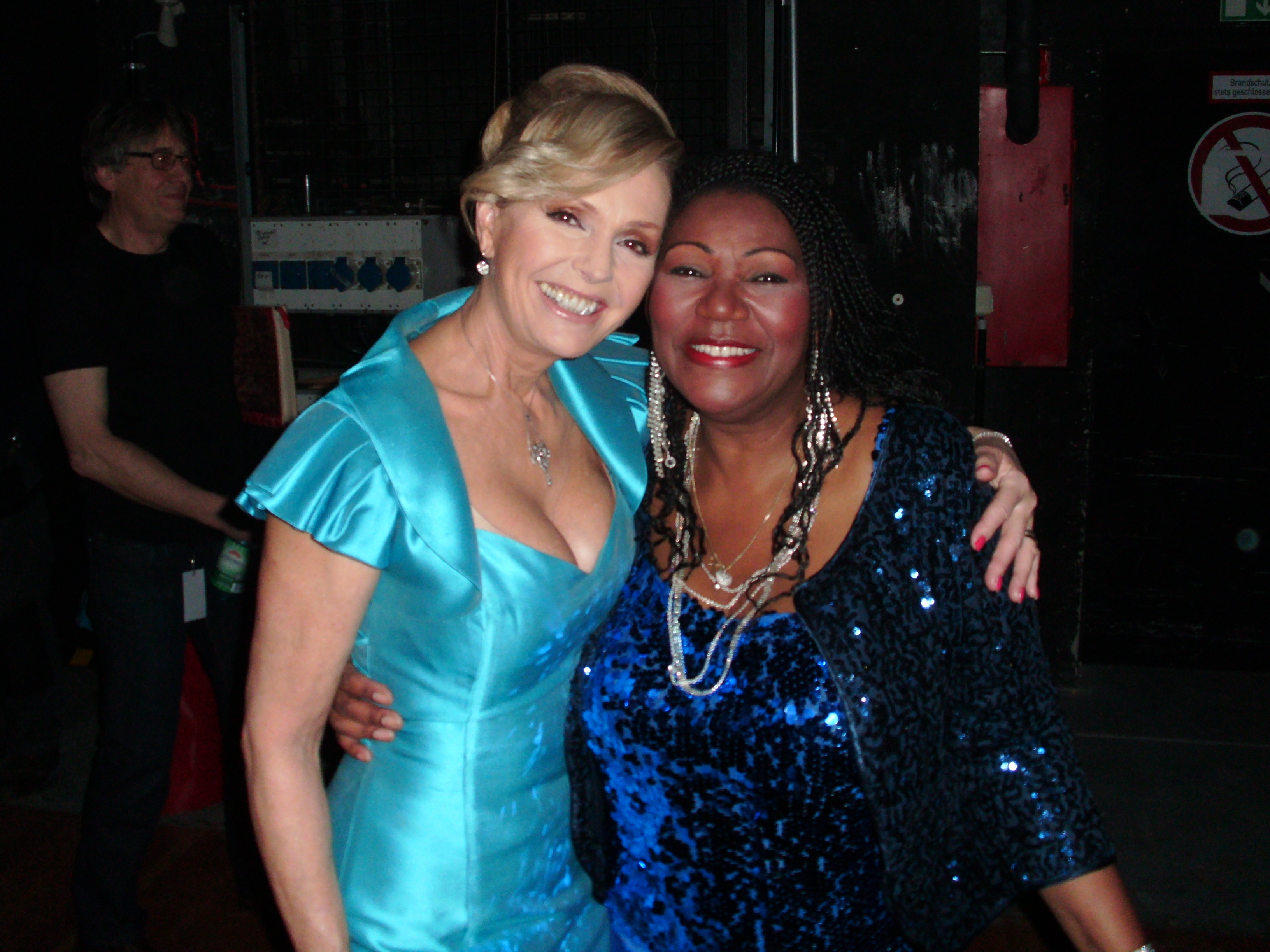
Helena Vondráčková mit Liz Mitchell, 2012

Im Juni 1992 gab Vondráčková ihr musikalisches Bühnendebüt als Fantine in einer Aufführung des französischen Musicals Les Misérables im Vinohrady-Theater in Prag. Im September 2003 trat sie in Prag in der GoJa Music Hall erneut in dieser Rolle auf.
In den Jahren 1993, 2000, 2013 und 2020 trat Vondráčková beim Sopot Festival auf. 1995 erschien mit Vánoce s Helenou ein Weihnachtsalbum. 2006 nahm sie an der auf TV Markíza ausgesttahlten slowakischen Ausgabe der Tanzshow Let’s Dance mit dem Profitänzer Milan Plačko teil. Im März 2007 sang sie die deutsche Nationalhymne bei dem EM-Qualifikationsspiel Deutschland–Tschechien, wobei sie eine Textzeile übersprang. Nachdem sie sich bereits 1978 an der deutschen Vorentscheidung zum Eurovision Song Contest 1978 teilgenommen hatte, versuchte sie Tschechien beim Eurovision Song Contest 2007 zu vertreten. Ihr Vorentscheidungstitel Samba wurde allerdings disqualifiziert; auch das Ersatzlied Ha Ha Ha wurde zurückgezogen, weshalb Vondráčková von einer weiteren Teilnahme am Eurovision Song Contest absah. Im November 2015 war Vondráčková erstmals in der Rolle der Donna in dem Musical Mamma Mia! im Kongresszentrum Prag zu sehen und spielt diese Rolle seitdem im Wechsel mit den Schauspielerinnen Alena Antalová, Leona Machálková und Daniela Šinkorová.
Seit 2003 ist Filip Albrecht ihr deutscher Produzent, Texter und Manager, der u. a. die Titel Diese Nacht, Wunder gescheh'n oder Dem Traum ganz nah schrieb.

### Auszeichnungen
Helena Vondráčková erhielt mehrere Gold- und Platin-Auszeichnungen für verkaufte Tonträger. Nationale Auszeichnungen sind z. B. die „Silberne Auszeichnung Bratislava (Kategorie international)“, „Verdiente Künstlerin 1982“, „goldener Anker Děčín 1962“, „Frau des Jahres 2001“ (Lady pro, Die 100) und „Sängerin des Jahres 2000“ (Nominierung für Vodopad – Akademie der Popmusik).
International erhielt Vondráčková u. a. Auszeichnungen beim Miss of Festival International Cancao Popular (Rio de Janeiro, Brasilien), Gouden Boot (Belgien), Hitashi Award (Japan), Cerbul de Argint (Braşov, Rumänien), internationales Festival Olymp de la Cancon (Athen, Griechenland), Prix de public, Festival Coupe d'Europe (Frankreich), Nagrada Pubilca (Split, Jugoslawien), Halk ödülü Müsik Festival (Türkei) und beim internationalen bulgarischen Musikfestival.

## Filmografie
- 1967: Die wahnsinnig traurige Prinzessin (Šíleně smutná princezna)
- 1977: Hen ho nechte ať se bojí
- 1981: Štědrý den bratří Mánesů
- 1982: Revue na zakázku
- 1982: Romance ze Savoy baru
- 1992: Trhala fialky dynamitem
- 2004: Kamenák 2

## Diskografie
| - 1969: Růže kvetou dál (Supraphon) - 1969: Micro magic circus (Supraphon) - 1969: Frag' nicht - 1969: Ruf mich an (Polydor) - 1970: Golden kids 1 (Supraphon) - 1970: Ostrov Heleny Vondráčkové (Supraphon) - 1971: Isle of Helena (Aritia & Supraphon) - 1972: Helena, Helena, Helena (Supraphon) - 1972: Helena ’72 (Nippon Columbia) - 1974: Helena a Strýci (Supraphon) - 1975: Film melodies (Aritia & Supraphon) - 1976: Immortal film themes (Nippon Columbia) - 1977: S písní vstříc ti běžím (Supraphon) - 1978: Unter der Asche meiner Liebe ist noch Glut (Teldec – Telefunken – Decca) - 1978: Paprsky (Supraphon) - 1979: Unter der Asche meiner Liebe ist noch Glut II (Amiga) - 1979: Doch in der Nacht (Teldec – Telefunken – Decca) - 1980: Múzy (Supraphon) - 1980: Music (Supraphon) - 1980: Golden movie hits (Teldec – Telefunken – Decca) - 1981: Sblížení (Supraphon) - 1981: Helena Singt Billy Joel (Supraphon & Teldec) - 1981: Písně Billyho Joela (Supraphon) - 1982: Přelety (Supraphon) - 1982: Zrychlený dech (Supraphon) - 1982: A ty se ptáš, co já … (Supraphon) - 1984: Ode mne k tobě (Supraphon) - 1985: Sprint (Supraphon) - 1985: I’m your song (Supraphon) - 1986: Sólo pro tve oči (Supraphon) - 1986: Helena zpívá Ježka (Supraphon) - 1988: Skandál (Supraphon) - 1990: Přejdi Jordán a další hity (Supraphon) - 1990: I am your song (Polskie Nagrania) - 1992: Kam zmizel ten starý song (Supraphon) - 1992: Šíleně smutná princezna (NeaNe Records) - 1993: Golden Kids (Supraphon) - 1993: The Broadway album (Supraphon) - 1995: Golden Kids Comeback (Supraphon Records) - 1995: Vánoce s Helenou 1 (Polydor) - 1996: To je šoubyznys (Bonton) - 1996: Vánoce s Helenou 2 (Polydor) - 1996: Ten, koho ráda mám (Bonton) – K. Heleny Vondráčkovej 1 - 1996: Podívej, kvete růže (Bonton) – K. Heleny Vondráčkovej 2 - 1997: Movie Classics (West&EastMusic) - 1997: Helena v Lucerně – největší hity 1 (Polydor) - 1997: Helena v Lucerně – největší hity 2 (Polydor) - 1997: To se nikdo nedoví (Bonton) – K. Heleny Vondráčkovej 3 - 1997: Music Box No.1 (Bonton) - 1998: Ostrov Heleny Vondráčkové (Bonton) – K. Heleny Vondráčkovej 4 - 1998: Helena, Helena, Helena (Bonton) – K. Heleny Vondráčkovej 5 | - 1998: Nevzdám se hvězdám (Universal) - 1998: Paříž, má láska (Multisonic) - 1999: Helena a Strýci (Bonton) – K. Heleny Vondráčkovej 6 - 1999: Zlatá Helena (Universal) - 2000: Miláčku (Bonton) – K. Heleny Vondráčkovej 7 - 2000: Veselé Vánoce a šťastný nový rok (Universal) - 2000: Złota Helena (Universal) - 2000: The Queens of Pop at the Opera (Kralovny Popu v Opere) - 2000: Vodopád (Universal) - 2001: Film melodies – S písní vstříc ti běžím (Bonton) – K. Heleny Vondráčkovej 8 - 2001: Paprsky, Múzy (Bonton) – K. Heleny Vondráčkovej 9 - 2001: Vánoce s Helenou (Universal) - 2001: Helena 2002 (Universal) - 2002: Sblížení (Bonton) – K. Heleny Vondráčkovej 10 - 2002: The Broadway album (Universal) - 2002: Platinová Helena (Universal) - 2002: Koncert stars - 2003: Zrychlený dech (Supraphon) – K. Heleny Vondráčkovej 11 - 2003: Platinowa Helena (Universal) - 2003: Helena Vondrackova – Cas je proti nam a dalsi hity... - 2003: Helena Vondrackova – Podivej, kvete ruze - 2003: Hádej ...! (Universal) - 2003: Helena Vondráčková Live (Goja & Universal) - 2004: Ode mne k tobě (Supraphon) – K. Heleny Vondráčkovej 12 - 2004: Sprint (Supraphon) – K. Heleny Vondráčkovej 13 - 2004: Rendez Vous (Universal) - 2005: Sólo pro tvé oči (Supraphon) – K. Heleny Vondráčkovej 14 - 2005: Zlatá kolekce 4 CD (Universal & Supraphon) - 2006: Skandál (Supraphon) – K. Heleny Vondráčkovej 15 - 2006: Helena zpívá Ježka (Supraphon) – K. Heleny Vondráčkovej 16 - 2006: Zastav se, ...a poslouchej (Universal) - 2007: Helena Vondráčková – Těch pár dnů (Supraphon, Universal, Sony BMG) - 2007: Christmas with Helena (Universal) - 2007: Ha, ha, ha (Universal) - 2007: Jsem jaka jsem (Universal, Sony BMG) – 2CD Best Of - 2008: The Broadway Album (Universal) - 2008: 24 Golden Hits (Supraphon) - 2008: Blázen, kdo se lásky zříká (Supraphon) - 2009: Zůstáváš tu se mnou (Universal) - 2010: Recitál (Universal) - 2012: (nejen) o lásce (Supraphon) - 2012: Helena on Broadway (EMI) - 2013: Touhy (Parlophone) - 2014: Kouzlo Vánoc (Warner Music) - 2014: Best of the Best (Supraphon) - 2017: Dávno vím svý (Warner Music) - 2017: Helena DNES (Warner Music) - 2018: Já půjdu dál (Warner Music) - 2019: Kvítek mandragory (Supraphon) - 2020: Tvrdohlavá (Warner Music) |

## Auszeichnungen

### National
- 1966: Strieborná Bratislavská lýra (Die Silberne Bratislava-Lyra) – für das Lied „Oh, Baby, Baby“
- 1966: Bronzový kľúč (Die Bratislava Lyra in der internationalen Kategorie) – für das Lied „Oh, Baby, Baby“
- 1968: Strieborná Bratislavská lýra (Die Silberne Bratislava-Lyra) – für das Lied „To se nikdo nedoví“
- 1974: Zlatá Bratislavská lýra (Die Goldene Bratislava-Lyra) – für das Lied „Malovaný džbánku“
- 1975: Strieborná Bratislavská lýra (Die Silberne Bratislava-Lyra) – für das Lied „Láska zůstává dál“
- 1982: Strieborná Bratislavská lýra v medzinárodnej kategorii (Die Silberne Bratislava-Lyra in der internationalen Kategorie) – für das Lied „Sblížení“
- 1982: Zlatá Děčínská kotva (Der Goldene Děčín Anker) – für das Lied „Tančit prý je krásné“
- 1982: Verdiente Künstlerin
- 2001: Die Frau des Jahres – Lady Pro 2001, Die 100 Besten
- 2001: Sängerin des Jahres 2001 – für die Alben „Vodopád“ und „Helena 2002“
- 2002: Die Halle des Ruhmes – Akademie für Popmusic
- 2002: Hit des Jahres 2001 – für das Lied „Dlouhá noc“
- 2003: Nominierung in der Kategorie „Sängerin des Jahres 2002“ – Akademie für Popmusic

### International
- 1967: Miss of the II Festival International Da Cançăo Popular, Rio de Janeiro – für das Lied „Vzdálený hlas“
- 1969: De Gouden Boot, Festival Knokke, Belgique
- 1970: Hitashi Award, The festival Yamaha in Japan – für das Lied „Ostrovy pokladů“
- 1971: Cerbul de argint, The international festival in Braşov – für das Lied „Ostrovy pokladů“
- 1971: Diploma Olympiade de la chanson, Festival international, Athen – für das Lied „Mámin první bál“
- 1972: Prix du public, Festival Coupe d’Europe, Frankreich
- 1972: Nagrada publika, Festival Split, Kroatien
- 1973: Nagrada na komiteta za televizija i radio, Mezdunaroden festival Zlatnajat Orfej, Slncev brjag, Bulgaria – für das Lied „Balada“
- 1976: Halk ödülü diploma, 1.Müzik festival, Istanbul – für das Lied „Až půjde déšť do trávy spát“
- 1976: Star of the year of Music Week
- 1977: Intervision-Liederwettbewerb, Sopot, Polen – 1. Platz mit dem Lied „Malovaný džbánku“
- 1985: Ehrennadel der Liga der DDR
- 2000: Bursztynowy Słowik, Sopot, Polen
- 2000: smago! Award, Deutschland[1]